# Корпусная лингвистика
Ко́рпусная лингви́стика — раздел языкознания, занимающийся разработкой, созданием и использованием текстовых корпусов. Термин введён в употребление в 1960-е годы в связи с развитием практики создания корпусов, которому начиная с 1980-х способствовало развитие вычислительной техники.
Лингвистический, или языковой, корпус текстов — это большой, представленный в машиночитаемом формате, унифицированный, структурированный, размеченный, филологически компетентный массив языковых данных, предназначенный для решения конкретных лингвистических задач. Основными чертами современного корпуса являются машиночитаемый формат, репрезентативность, наличие металингвистической информации. Репрезентативность достигается с помощью специальной процедуры отбора текстов.
Лингвистическим корпусом называют совокупность текстов, собранных в соответствии с определёнными принципами, размеченных по определённому стандарту и обеспеченных специализированной поисковой системой. Иногда корпусом («корпус первого порядка») называют просто любое собрание текстов, объединённых каким-то общим признаком (языком, жанром, автором, периодом создания текстов).
Целесообразность создания текстовых корпусов объясняется:
- представлением лингвистических данных в реальном контексте;
- достаточно большой представительностью данных (при большом объёме корпуса);
- возможностью многократного использования единожды созданного корпуса для решения различных лингвистических задач, таких, как например, реализация графематического и лексико-грамматического анализа текста и др.[3]

## История
Первым большим компьютерным корпусом считается Брауновский корпус (БК, англ. Brown Corpus, BC), который был создан в 1960-е годы в Университете Брауна и содержал 500 фрагментов текстов по 2 тысячи слов в каждом, которые были опубликованы на английском языке в США в 1961 году. В результате он задал стандарт в 1 млн словоупотреблений для создания представительных корпусов на других языках. По модели близкой к БК в 1970-е годы был создан частотный словарь русского языка Засориной, построенный на основе корпуса текстов объёмом также в 1 миллион слов и включавший примерно в равной пропорции общественно-политические тексты, художественную литературу, научные и научно-популярные тексты из разных областей и драматургию. По аналогичной модели был построен и русский корпус, созданный в 1980-е годы в Университете Уппсалы, Швеция.
Размер в один миллион слов достаточен для лексикографического описания только самых частотных слов, поскольку слова и грамматические конструкции средней частоты встречаются по несколько раз на миллион слов (со статистической точки зрения язык является большим набором редких событий). Так, каждое из таких обыденных слов, как англ. polite (вежливый) или англ. sunshine (солнечный свет) встречается в БК всего 7 раз, выражение англ. polite letter лишь один раз, а такие устойчивые выражения как англ. polite conversation, smile, request — ни разу.
По этим причинам, а также в связи с ростом компьютерных мощностей, способных работать с большими объёмами текстов, в 1980-е годы в мире было предпринято несколько попыток создать корпусы большего размера. В Великобритании такими проектами были Банк Английского (Bank of English) в Бирмингемском университете и Британский национальный корпус (British National Corpus, BNC). В СССР таким проектом был Машинный фонд русского языка, создававшийся по инициативе А. П. Ершова.

## Современное состояние
Наличие большого количества текстов в электронной форме существенно облегчило задачу создания больших представительных корпусов размером в десятки и сотни миллионов слов, но не ликвидировало проблем: сбор тысяч текстов, снятие проблем с авторскими правами, приведение всех текстов в единую форму, балансировка корпуса по темам и жанрам отнимают много времени. Представительные корпусы существуют (или разрабатываются) для немецкого, польского, чешского, словенского, финского, новогреческого, армянского, китайского, японского, болгарского и других языков.
Национальный корпус русского языка, создаваемый при РАН, содержит на сегодняшний день более 500 млн словоупотреблений.
Наряду с представительными корпусами, которые охватывают большой набор жанров и функциональных стилей, в лингвистических исследованиях часто используются и оппортунистические коллекции текстов, например, газеты (часто The Wall Street Journal и The New York Times), новостные ленты (Рейтер), коллекции художественной литературы (Библиотека Максима Мошкова или Проект «Гутенберг»).

## Проблемы

### Проблема представительности
Корпус состоит из конечного числа текстов, но он призван адекватно отражать лексикограмматические феномены, типичные для всего объёма текстов в соответствующем языке (или подъязыке). Для представительности важен как размер, так и структура корпуса. Представительный размер зависит от задачи, поскольку он определяется тем, как много примеров может быть найдено для исследуемых феноменов. В связи с тем, что со статистической точки зрения язык содержит большое число относительно редких слов (Закон Ципфа), для исследования первых пяти тысяч наиболее частотных слов (например, убыток, извиняться) требуется корпус размером около 10-20 миллионов словоупотреблений, в то время как для описания первых двадцати тысяч слов (незатейливый, сердцебиение, роиться) уже требуется корпус свыше ста миллионов словоупотреблений.

### Проблема разметки
К первичной разметке текстов относятся этапы, обязательные для каждого корпуса:
- токенизация (разбиение на орфографические слова)
- лемматизация (приведение словоформ к словарной форме)
- морфологический анализ

### Проблема представления результатов
В больших корпусах возникает проблема, которая ранее была неактуальной: поиск по запросу может выдавать сотни и даже тысячи результатов (контекстов употребления), которые просто физически невозможно просмотреть в ограниченное время. Для решения этой проблемы разрабатываются системы, позволяющие группировать результаты поиска и автоматически разбивать их на подмножества (кластеризация результатов поиска), либо выдающие наиболее устойчивые словосочетания (коллокации) со статистической оценкой их значимости.

## Веб как корпус

### Использование поисковых машин
В качестве корпуса может использоваться множество текстов, доступных в интернете (то есть миллиарды словоупотреблений для основных мировых языков). Для лингвистов самым распространенным способом работы с Интернетом остаётся составление запросов к поисковой машине и интерпретация результатов либо по числу найденных страниц, либо по первым возвращенным ссылкам. Такая методология получила название англ. Googleology. Необходимо отметить, что такой подход годится для решения ограниченного класса задач, так как средства разметки текстов, используемые в вебе, не описывают ряд лингвистических особенностей текста (указание ударений, грамматических классов, границ словосочетаний и т. д.). Кроме того, дело осложняется малой распространённостью семантической вёрстки.
На практике ограниченность такого подхода приводит к тому, что проверить, например, сочетаемость двух слов проще всего через запрос вида «слово1 слово2». По полученным результатам можно судить, насколько распространено такое сочетание и в каких текстах оно чаще встречается. См. также статистика запросов.

### Использование веб-страниц
Второй способ заключается в автоматическом извлечении большого количества страниц из Интернета и их дальнейшем использовании в качестве обычного корпуса, что дает возможность провести его разметку и использовать лингвистические параметры в запросах. Этот способ позволяет быстро создать представительный корпус для любого языка в достаточной степени представленного в Интернете, но его жанровое и тематическое разнообразие будет отражать интересы пользователей Интернета.
Всё большую популярность в научной среде получает использование Википедии — как корпуса текстов.

### Проект Татоэба
В 2006 году появился сайт Татоэба (Tatoeba), позволяющий на свободной основе добавлять новые и изменять существующие предложения на различных языках, связанные между собой по смыслу. В его основу лёг лишь англо-японский корпус, а уже сейчас число языков превышает 80, а число предложений — 600000. Любой желающий может добавлять новые предложения и их переводы, а при необходимости — бесплатно скачать целиком или частично все языковые корпусы.

### Открытый корпус русского языка
Интерес представляет проект открытого корпуса русского языка, который не только использует опубликованные под свободными лицензиями тексты, но и позволяет любому желающему принять участие в лингвистической разметке корпуса. Такая форма краудсорсинга стала возможной благодаря разбиению задачи разметки на небольшие задания, с большинством из которых может справиться человек без специальной лингвистической подготовки. Корпус постоянно пополняется, все тексты и программное обеспечение, связанные с ним, доступны под лицензиями GNU GPL v2 и CC-BY-SA.